# Zyber Hallulli
Zyber Hallulli (ur. 1842 w Tiranie, zm. 1927 tamże) – albański duchowny muzułmański i działacz niepodległościowy, burmistrz Tirany w latach 1913–1914.

## Życiorys
Uczył się w szkole w Tiranie. Naukę w zakresie teologii muzułmańskiej i filozofii kontynuował w Stambule. W Stambule związał się ze środowiskiem albańskich działaczy narodowych. Po powrocie do Tirany już jako duchowny muzułmański wspierał tworzenie szkół z językiem albańskim. Udzielił wsparcia pierwszemu albańskiemu rządowi Ismaila Qemala, a w 1913 objął stanowisko burmistrza Tirany. Pozostał na tym stanowisku do wybuchu I wojny światowej. Zaangażował się w tworzenie szkół albańskich w okręgu Tirany. 28 listopada 1917 przy wsparciu okupacyjnych władz austro-węgierskich uruchomił sierociniec (Streha vorfnore) w Tiranie. Zmarł w Tiranie w roku 1927.

## Pamięć
Imię Hallulliego nosił po jego śmierci sierociniec w Tiranie. Został też uhonorowany Orderem Naima Frasheriego pośmiertnie przez prezydenta Albanii, Bujara Nishaniego.